# Agnieszka Basta-Kaim
Agnieszka Basta-Kaim – polska neuroimmunofarmakolog, profesor nauk medycznych, pracuje w Instytucie Farmakologii im. Jerzego Maja Polskiej Akademii Nauk w Krakowie. Specjalizuje się w zagadnieniach z zakresu neuroimmunologii oraz farmakologii ośrodkowego układu nerwowego.

## Życiorys
Doktoryzowała się w 1998 roku w Instytucie Farmakologii PAN w Krakowie. W roku 2007 uzyskała stopień doktora habilitowanego nauk medycznych na podstawie rozprawy habilitacyjnej pt.: „Określenie mechanizmów działania leków przeciwdepresyjnych na funkcję receptora glukokortykosteroidowego, syntezę kortykoliberyny i aktywność proliferacyjną limfocytów w modelach in vitro”. W 2014 roku uzyskała tytuł profesora nauk medycznych.
Członkini Rady Naukowej Instytutu Farmakologii PAN w Krakowie (od 2011 roku) oraz kierownik Zakładu Neuroendokrynologii Doświadczalnej w Instytucie Farmakologii PAN. W latach 2008-2024 była kierownikiem studium doktoranckiego w Instytucie Farmakologii PAN, a w latach 2011–2016 liderką projektu „Nauki molekularne dla medycyny" (Mol-Med). Była także zastępcą kierownika projektu „Interdyscyplinarność dla innowacyjnej medycyny” (InterDokMed; 2017–2021). Od 2019 pełni funkcję Zastępcy Dyrektora Krakowskiej Interdyscyplinarnej Szkoły Doktorskiej (KiSD) oraz Zastępcy Kierownika Szkoły Doktorskiej Instytutu Farmakologii PAN.
Była promotorem ośmiu rozpraw doktorskich, a także recenzentem w ponad trzydziestu przewodach doktorskich, habilitacyjnych oraz w postępowaniach o nadanie tytułu profesora.